# Allobracon scorteus
Allobracon scorteus är en stekelart som först beskrevs av Clark 1965.  Allobracon scorteus ingår i släktet Allobracon och familjen bracksteklar. Inga underarter finns listade i Catalogue of Life.